# Diede de Groot
Diede de Groot (Woerden, 19 december 1996) is een rolstoeltennisspeelster uit Nederland.
Kort na haar geboorte bleek dat haar benen niet even lang waren. Al op haar eerste verjaardag kreeg zij haar eerste prothese. Om de heup stabieler te maken is zij enkele malen geopereerd.

## Loopbaan
De Groot was zeven jaar toen zij door Gerard van Leusden in aanraking kwam met rolstoeltennis.
Op haar eerste (internationale) ITF-toernooi, het Mercedes Open van 2009 in Utrecht, ging zij meteen met de titel naar huis, zowel in het enkel- als in het dubbelspel. In 2010 won zij het enkelspel op het ITF Junior Camp Nieuwegein in  Nieuwegein (Nederland). In 2011 won zij deze titel nog een keer maar dan in Mechelen (België). Het jaar daarop, in 2012, won zij het enkelspel op het Memorial Jens Vanherck in Sint-Katelijne-Waver (België), zowel bij de junioren als bij de volwassenen.
Op 27 januari 2013 werd De Groot wereldkampioen bij de junioren, op de Cruyff Foundation Junior Masters in Tarbes (Frankrijk). Een jaar later prolongeerde zij haar titel. Op 25 februari werd zij nummer één op de wereldranglijst bij de junioren. In 2013 won zij het Turkish Open (Antalya) – in 2014 het Birrhard Open (Birrhard, Zwitserland), nogmaals het Memorial Jens Vanherck, het Ath Open (Aat, België) en het Tournoi De Montfermeil (Montfermeil, Frankrijk).
In de week 25–29 mei 2015 speelde De Groot in de Turkse stad Antalya (samen met Jiske Griffioen en Aniek van Koot) in de World Team Cup. De Nederlandse dames wonnen de titel. Later dat jaar volgden titels op de North West Challenge (Preston, Engeland), de Open de Vendee (La Roche-sur-Yon, Frankrijk), het Slovakia Open (Trnava), het Holland Open Wheelchair Tennis (Houten, Nederland), de Trofeo Della Mole (Turijn, Italië), het Austrian Open (Groß-Siegharts), het Flanders 25 (Aalst, België), het Nottingham Indoor Tournament (Nottingham, Engeland) en de Prague Cup Czech Indoor (Praag).
In de week 23–28 mei 2016 speelde De Groot in het Ariake Colosseum in Tokio (samen met Jiske Griffioen, Aniek van Koot en Marjolein Buis) in de World Team Cup. De Nederlandse dames wonnen de titel. Op de Paralympische Zomerspelen in Rio de Janeiro won zij met Marjolein Buis de zilveren medaille in het dubbelspel – in het enkelspel bereikte zij de halve finale, die zij verloor van landgenote Jiske Griffioen die later het goud zou grijpen. Overige titels in 2016: Sardinia Open (Alghero, Italië), Korea Open (Seoel, Zuid-Korea), Open des Hauts-de-France (Rue, Frankrijk) en Bath Indoor Tournament (Bath, Engeland). In november werd zij, samen met de Britse Lucy Shuker, wereldkampioen dubbelspel – dit kampioenschap werd dat jaar in Mission Viejo (VS) gehouden. Op 5 december 2016 bereikte zij de zesde plek op de wereldranglijst; in het dubbelspel bereikte zij de vijfde plaats, op 7 november 2016. In december 2016 werd zij nationaal kampioene rolstoelenkel- en -dubbelspel (samen met Marjolein Buis).
In de week 1–6 mei 2017 speelde De Groot in Alghero op Sardinië (samen met Aniek van Koot en Michaela Spaanstra) in de World Team Cup. De Nederlandse dames bereikten de finale waarin het Chinese team, bestaande uit Zhu Zhenzhen en Huang Huimin, revanche nam voor het finaleverlies in 2016. In juli 2017 bereikte zij op Wimbledon de finale in zowel het enkel- als het dubbelspel. Zij won de enkelspeltitel door de Duitse Sabine Ellerbrock te verslaan. Op 31 juli 2017 bereikte zij de tweede plek op de wereldranglijst; ook in het dubbelspel bereikte zij de tweede plaats. In september 2017 won zij, samen met Marjolein Buis, de dubbelspeltitel op het US Open. Ook in het enkelspel bereikte zij de finale – die verloor zij echter van de Japanse Yui Kamiji. In november werd zij voor de tweede maal wereldkampioen dubbelspel, deze keer samen met landgenote Marjolein Buis – dit kampioenschap werd dit jaar in Nederland gehouden, in de Gelderse plaats Bemmel. Begin december werd De Groot bovendien wereldkampioen enkelspel, in de Engelse plaats Loughborough – zij bereikte de finale zonder een set te verliezen, waarna zij de eindstrijd tegen de Japanse nummer één Yui Kamiji eveneens in twee sets won. Twee weken later werd zij opnieuw nationaal kampioene in het enkelspel.
In januari 2018 bereikte zij op het Australian Open de finale in enkel- en dubbelspel. In het enkelspel won zij de titel, ten koste van Yui Kamiji. In maart verdrong zij de Japanse van de eerste plaats op de wereldranglijst. In de week 28 mei–3 juni 2018 speelde De Groot op de banen van Sprenkelaar en van De Maten in Apeldoorn (samen met Aniek van Koot en Michaela Spaanstra) in de World Team Cup. De Nederlandse dames wonnen de titel. In juni verloor zij op Roland Garros de enkelspelfinale van haar, maar samen met Aniek van Koot won zij wel de dubbelspeltitel, waarbij de Japanse weer haar finaletegenstandster was (samen met Marjolein Buis). Op Wimbledon prolongeerde zij haar enkelspeltitel – in de finale versloeg zij landgenote Aniek van Koot. Op het dubbelspeltoernooi van Wimbledon bereikte zij de finale, deze keer samen mét haar Japanse concurrente, waar zij te sterk waren voor het Duits/Britse koppel Sabine Ellerbrock / Lucy Shuker. Op het US Open won zij nu wel de enkelspeltitel, ten koste van Yui Kamiji – samen met de Japanse won zij de dubbelspeltitel; in de finale versloegen zij het Nederlandse koppel Marjolein Buis en Aniek van Koot. In november in Orlando (VS) werd zij weer wereldkampioene enkelspel, door Kamiji in de finale te verslaan. In december werd zij in Alphen aan den Rijn wederom nationaal kampioene in het enkelspel.
In januari 2019 won De Groot op het Australian Open de titel zowel in het enkelspel (ten koste van Yui Kamiji) als in het dubbelspel (samen met Aniek van Koot). In de week 13–18 mei 2019 speelde De Groot in het Larry and Mary Greenspon Israel Tennis Centre in de Israëlische stad Ramat Hasjaron (samen met Aniek van Koot, Marjolein Buis en Michaela Spaanstra) in de World Team Cup. De Nederlandse dames wonnen de titel. In juni 2019 won De Groot op Roland Garros de titel in het enkelspel (ten koste van Yui Kamiji), alsmede in het dubbelspel (samen met Aniek van Koot) – met haar enkelspelzege werd De Groot de eerste vrouw in de geschiedenis van het rolstoeltennis die alle vier grandslamtitels op rij heeft gewonnen. Op Wimbledon 2019 bereikte De Groot de finale, waarin zij het moest afleggen tegen landgenote Aniek van Koot – met Van Koot aan haar zijde won zij wel de titel in het dubbelspel op Wimbledon 2019. Op het US Open prolongeerde zij zowel haar enkel- als haar dubbelspeltitel (samen met Aniek van Koot) – hiermee behaalde zij een grand slam in het rolstoeldubbelspel. In november, wederom in Orlando (VS), werd zij wereldkampioene in enkel- en dubbelspel (samen met Aniek van Koot).
In augustus 2020 werd De Groot voor de vierde keer nationaal kampioene enkelspel in Amstelveen. In september won zij voor de derde maal op rij het US Open. Een maand later won zij samen met Aniek van Koot voor de derde keer op rij de titel op Roland Garros.
In 2021 won De Groot voor de tweede keer samen met Aniek van Koot de dubbelspeltitel op het Australian Open – de dag erna won zij ook het enkelspeltoernooi. In juni won zij haar tiende grandslamtitel in het enkelspel, op Roland Garros – ook nu pakte zij de dubbelspeltitel samen met Aniek van Koot. Na het behalen van de enkelspeltitel op Wimbledon kwam De Groot voor de tweede keer in haar carrière in de positie dat zij alle vier de grandslamtitels tegelijk in bezit heeft. Op 3 september 2021 won zij de gouden medaille in het enkelspel op de Paralympische Zomerspelen in Tokio – in de finale versloeg zij de Japanse Yui Kamiji met 6–3 en 7–61. 's Anderendaags won zij, met Aniek van Koot aan haar zijde, bovendien het goud in het dubbelspel. In 2021 behaalde De Groot als eerste rolstoeltennisser de "golden grand slam". Op 2 oktober 2021 wonnen de Nederlandse rolstoeltennisvrouwen Aniek van Koot, Jiske Griffioen en Diede de Groot de World Team Cup, die werd gehouden op Sardinië (Italië) – het team van Oranje versloeg Japan in de finale met 2–0. Op het officieuze wereldkampioenschap won zij de titel in het enkelspel en, samen met Aniek van Koot, ook in het dubbelspel.
Op het dubbelspel van het Australian Open 2022 won zij met Van Koot hun tiende gezamenlijke grandslamtitel, de derde op het Australische grandslamtoernooi. De dag erna won De Groot ook het enkelspel – dit was haar dertiende grandslamtitel, de vierde op het Australian Open. In mei 2022 bereikten de Nederlandse rolstoeltennisvrouwen Aniek van Koot, Jiske Griffioen, Lizzy de Greef en Diede de Groot de finale van de World Team Cup, die werd gehouden in Vilamoura (Portugal) – zij verloren de eindstrijd van Japan. In juni won De Groot de enkelspeltitel op Roland Garros, haar derde op het Parijse gravel, de veertiende in totaal. In het dubbelspel won zij met Van Koot hun elfde gezamenlijke grandslamtitel, de vijfde op rij op het Franse grandslamtoernooi. Op Wimbledon won De Groot haar vijftiende grandslamtitel in het enkelspel, de vierde op het gras. Op het dubbelspel van het US Open won zij met Van Koot hun twaalfde gezamenlijke grandslamtitel, de derde van het jaar. De dag erna won zij in het enkelspel haar zestiende grandslamtitel, de vijfde op rij op het US Open – hiermee completeerde zij ook dit jaar een grand slam in het enkelspel. In november won zij op het officieuze wereldkampioenschap de titel in het enkelspel en, samen met Aniek van Koot, ook in het dubbelspel. Op het NK Tennis won De Groot twee nationale titels: in het enkelspel evenals in het dubbelspel samen met Aniek van Koot.
Op het dubbelspel van het Australian Open 2023 won zij met Van Koot hun dertiende gezamenlijke grandslamtitel, de vierde op het Australische grandslamtoernooi. De dag erna won De Groot ook het enkelspel – dit was haar zeventiende grandslamtitel, de vijfde op het Australian Open. In mei 2023 bereikten Jiske Griffioen en De Groot de finale van de World Team Cup, die weer werd gehouden in Vilamoura (Portugal) – dit jaar wonnen zij de eindstrijd van Japan. In juni won De Groot op Roland Garros haar achttiende grandslamtitel, de vierde op Roland Garros. Een maand later won zij op Wimbledon de negentiende, de vijfde op Wimbledon. De Groot won hiermee elf grandslamtoernooien op rij, waarmee zij op gelijke hoogte kwam met Esther Vergeer, die vanaf het US Open 2005 tot en met het US Open 2009 eveneens elf toernooien op rij won. Een dag later won zij ook het dubbelspel, met landgenote Jiske Griffioen aan haar zijde. In augustus werd De Groot in Rotterdam Europees kampioen in zowel het enkelspel als het dubbelspel (samen met Aniek van Koot). In september won zij op het US Open haar twintigste grandslamtitel, de zesde op rij op het US Open – hiermee completeerde zij ook dit jaar een grand slam in het enkelspel. In november won zij op het officieuze wereldkampioenschap de titel in het enkelspel.
Op het dubbelspel van het Australian Open 2024 won zij met Jiske Griffioen hun tweede gezamenlijke grandslamtitel, haar vijfde op het Australische grandslamtoernooi, de achttiende in totaal. De dag erna won De Groot ook het enkelspel – dit was haar 21e grandslamtitel in het enkelspel, de zesde op het Australian Open. In mei 2024 bereikten Aniek van Koot, Lizzy de Greef, Jinte Bos en De Groot de finale van de World Team Cup, die werd gehouden in Antalya (Turkije) – dit jaar verloren zij de eindstrijd van China. Dit betekende De Groots eerste partijverlies in drie jaar en drie maanden, waarin zij een ononderbroken reeks van 145 wedstrijden realiseerde. Op Roland Garros won zij haar 22e grandslamtitel in het enkelspel, waarmee zij Esther Vergeer als recordhoudster passeerde. Op Wimbledon won zij de 23e enkelspeltitel. Op de Paralympische spelen in Parijs won zij zilver in enkel- en dubbelspel.
Na de Spelen was De Groot acht maanden niet professioneel actief, als gevolg van een heupoperatie.
In mei 2025 was haar allereerste actie: deelnemen aan het Nederlandse team op de World Team Cup, die werd gehouden in Antalya (Turkije) – samen met Aniek van Koot, Lizzy de Greef en Jinte Bos wonnen zij de 34e titel, ditmaal ten koste van Japan in de finale.

## Onderscheidingen
In december 2022 werd De Groot uitgeroepen tot Paralympisch sporter van het jaar. Zij kreeg op 21 december 2022 een Jaap Eden Award uitgereikt op het NOS | NOC*NSF Sportgala door Tom Dumoulin.
Op 20 december 2023 werd De Groot uitgeroepen tot Paralympisch sportster van het jaar 2023.

## Resultaten grandslamtoernooien
| Legenda | Legenda                          |
| ------- | -------------------------------- |
| g.t.    | geen toernooi gehouden           |
| l.c.    | lagere categorie                 |
| –       | niet deelgenomen                 |
| G       | uitgeschakeld in de groepsfase   |
| 1R      | uitgeschakeld in de eerste ronde |
| 2R      | uitgeschakeld in de tweede ronde |
| 3R      | uitgeschakeld in de derde ronde  |
| 4R      | uitgeschakeld in de vierde ronde |
| KF      | uitgeschakeld in de kwartfinale  |
| HF      | uitgeschakeld in de halve finale |
| F       | de finale verloren               |
| W       | het toernooi gewonnen            |
| w-v     | winst/verlies-balans             |

### Enkelspel
- De kwartfinale is doorgaans de eerste ronde.

| toernooi        | 2017 | 2018 | 2019 | 2020 | 2021 | 2022 | 2023 | 2024 | 2025 |
| --------------- | ---- | ---- | ---- | ---- | ---- | ---- | ---- | ---- | ---- |
| Australian Open | KF   | W    | W    | KF   | W    | W    | W    | W    | –    |
| Roland Garros   | KF   | F    | W    | HF   | W    | W    | W    | W    | 1R   |
| Wimbledon       | W    | W    | F    | g.t. | W    | W    | W    | W    |      |
| US Open         | F    | W    | W    | W    | W    | W    | W    | g.t. |      |

### Dubbelspel
- De halve finale is doorgaans de eerste ronde.

| toernooi        | 2017 | 2018 | 2019 | 2020 | 2021 | 2022 | 2023 | 2024 | 2025 |
| --------------- | ---- | ---- | ---- | ---- | ---- | ---- | ---- | ---- | ---- |
| Australian Open | F    | F    | W    | F    | W    | W    | W    | W    | –    |
| Roland Garros   | HF   | W    | W    | W    | W    | W    | F    | W    |      |
| Wimbledon       | F    | W    | W    | g.t. | HF   | F    | W    | F    |      |
| US Open         | W    | W    | W    | F    | W    | W    | F    | g.t. |      |